# 遮罗语
遮罗语是印度支那半島遮罗族的母語，其使用範圍位於越南南部。
與其他印度支那的語言不同，遮羅語詞彙不存在聲調，雖然句子存在明顯的音調。